# Johann Urb
Johann Urb (Tallin, 24 de enero de 1977) es un actor estonio que vive y trabaja en Estados Unidos. Es famoso por películas como 2012 o por su papel de Leon S. Kennedy en Resident Evil: Venganza. También ha aparecido en varias series de televisión.

## Carrera

### Actor
| Año       | Película                                    | Rol                      | Notas                                                         |
| --------- | ------------------------------------------- | ------------------------ | ------------------------------------------------------------- |
| 2001      | Zoolander                                   | Guardaespaldas de Mugatu |                                                               |
| 2003      | Fear of Feathers                            | Hunk                     |                                                               |
| 2003      | Miss Match                                  | David                    | Serie de TV (un episodio: "Who's Your Daddy?")                |
| 2004      | CSI: Miami                                  | Brad Tustin              | Serie de TV (un episodio: "Stalkerazzi")                      |
| 2004      | The Mountain                                | Travis Thorson           | Serie de TV (13 episodios)                                    |
| 2005      | Love's Long Journey                         | Fyn Anders               |                                                               |
| 2006      | Prescriptions                               | Vegan Rick               | Serie de TV                                                   |
| 2006      | All In                                      | Jake                     |                                                               |
| 2006      | Life Happens                                | Jason                    |                                                               |
| 2006      | Entourage                                   | Ken                      | Serie de TV (un episodio: "Vegas Baby, Vegas!")               |
| 2006      | The Minor Accomplishments of Jackie Woodman | Doug                     | Serie de TV (dos episodios: "Tumor Has It" and "Pounded")     |
| 2006      | 'Til Death                                  | Greg                     | Serie de TV (un episodio: "The Wood Pile")                    |
| 2007      | Dash 4 Cash                                 |                          | Serie de TV                                                   |
| 2007      | Dirt                                        | Johnny Gage              | TV series (cinco episodios)                                   |
| 2007      | The Bank Job                                | Brandon                  |                                                               |
| 2007      | 1408                                        | Surfer Dude              |                                                               |
| 2007      | Hidden Palms                                | Steve                    | Serie de TV (un episodio: "Dangerous Liaisons")               |
| 2008      | One Tree Hill                               | Nick                     | Serie de TV (un episodio: "Four Years, Six Months, Two Days") |
| 2008      | The Hottie and the Nottie                   | Johann Wulrich           |                                                               |
| 2008      | Strictly Sexual                             | Joe                      |                                                               |
| 2008      | A Gunfighter's Pledge                       | Lars Anderson            |                                                               |
| 2008      | Toxic                                       | Greg                     |                                                               |
| 2008      | Knight Rider                                | Skyler Rand              | Serie de TV (un episodio: "Knight of the Iguana")             |
| 2009      | Hired Gun                                   | Ryan Decker              |                                                               |
| 2009      | Eastwick                                    | Will St. David           | Serie de TV (dos episodios: "Pilot" and "Reaping and Sewing") |
| 2009      | 2012                                        | Sasha                    |                                                               |
| 2009      | Pornstar                                    | Cannon Balls             |                                                               |
| 2012      | Resident Evil 5: La Venganza                | Leon S. Kennedy          |                                                               |
| 2013      | Californication (Tv Serie)                  | Robbie Mac               |                                                               |
| 2017      | Resident Evil: The Final Chapter            | Leon S. Kennedy          |                                                               |
| 2017-2018 | Arrow                                       | Vincent Sobel            | Serie de TV (personaje recurrente)                            |